# ゆうぽうと世田谷レクセンター
座標: 北緯35度37分10.8秒 東経139度36分37.7秒 / 北緯35.619667度 東経139.610472度
ゆうぽうと世田谷レクセンター（ゆうぽうとせたがやレクセンター）は、東京都世田谷区鎌田にある、日本郵政が土地・建物を保有し、セントラルスポーツの運営するフィットネスジムである。

## 概要
東京都品川区西五反田に所在していたゆうぽうと（2015年9月末閉鎖）の関連施設であり、テニスコート・体育館・室内プール・フィットネスジムなどを備えている。

## 「かんぽの宿」売却案（2009年）をめぐって
2009年2月、郵政民営化に伴うかんぽの宿の日本郵政からの売却に際して、当初含まれていた当施設を最終入札時に外したことが、衆議院予算委員会で明らかにされた。これについて、当時総務大臣だった鳩山邦夫は、優良物件である当施設を除外したにもかかわらず、落札者であるオリックス不動産が当初よりも高い金額で入札して落札したことを「出来レースではないか」と疑問を表明した。これが引き金になり、売却案は白紙撤回された。なお、衆議院予算委員会でこの問題を追及したのは、当時社会民主党の議員だった保坂展人（のち世田谷区長）である。

## 交通
- 東急田園都市線 - 二子玉川駅より東急バス玉06系統 「砧本村」バス停徒歩5分
- 小田急小田原線 - 成城学園前駅より東急バス・小田急バス玉07系統 「鎌田」バス停徒歩5分
- 京王線 - 調布駅より小田急バス玉08系統「鎌田」バス停徒歩5分